# 노스웨스트 미주리 주립 대학교
노스웨스트 미주리 주립 대학교(Northwest Missouri State University, NW 미주리, NW Missouri)는 미국 미주리주 메리빌에 위치한 공립 대학이다. 등록 학생 수는 약 8,505명이다. 1905년에 교사 칼리지로서 설립되었으며 캠퍼스는 포레스트 파크의 디자인에 기반을 두며 공식 미주리 주립 수목원이기도 하다. 이 학교는 주가 지정한 이사회에 의해 관리된다.